# The Dead Girl
The Dead Girl is een Amerikaanse dramafilm uit 2006 onder regie van Karen Moncrieff, die het verhaal zelf schreef. De productie won de Grand Special Prize op het Franse Deauville Film Festival en de San Diego Film Critics Society Award voor het beste originele scenario. Daarnaast werd Dead Girl genomineerd voor de Independent Spirit Awards voor beste productie, beste regisseur en beste bijrolspeelster (Mary Beth Hurt).

## Structuur
The Dead Girl is een verhaal opgebouwd uit vijf verschillende delen, waarin telkens een vrouw centraal staat door haar verbintenis met de vondst van het vermoorde meisje. Zij blijkt uiteindelijk Krista Kutcher (Brittany Murphy) te heten. Daardoor worden stukjes gevolgd uit de levens van achtereenvolgens:
- Arden (Toni Collette), de vindster van het lijk.
- Leah (Rose Byrne), de chronisch depressieve zus van een meisje dat vijftien jaar geleden vermist raakte, die hoop krijgt dat er nu een einde aan de onzekerheid komt.
- Ruth (Mary Beth Hurt), de vrouw van de seriemoordenaar die Krista vermoordde, die er stukje bij beetje achter komt wie en wat haar man Carl (Nick Searcy) in het geheim is.
- Krista's moeder Melora (Marcia Gay Harden), die een spoor vindt naar prostituee Rosetta (Kerry Washington), die meer weet te vertellen over waar Krista al die tijd geweest is nadat ze verdween. Krista blijkt gevlucht te zijn vanwege het seksueel misbruik door haar stiefvader en een kleindochter (Ashley, gespeeld door Gillian en Elizabeth Pernoll) voor Melora te hebben achtergelaten, waarvan die het bestaan niet kende.
- Krista zelf, tijdens de laatste dagen van haar leven met haar vriend Tarlow (Josh Brolin) tot op het moment dat ze een lift aanneemt van de persoon waarvan de kijker dan al weet dat hij haar zal vermoorden (zonder dat dit in beeld wordt gebracht).

## Rolverdeling
- Piper Laurie - Ardens moeder
- Giovanni Ribisi - Rudy, de aanbidder van Arden
- James Franco - Derek, de aanbidder van Leah
- Christopher Allen Nelson - Murray, Leahs hoofd van het mortuarium waar ze werkt
- Mary Steenburgen - Beverly, Leahs moeder
- Bruce Davison - Leahs vader